# Acropyga crassicornis
Acropyga crassicornis är en myrart som beskrevs av Carlo Emery 1900. Acropyga crassicornis ingår i släktet Acropyga och familjen myror. Inga underarter finns listade i Catalogue of Life.